# منتخب لا ريونيون لكرة القدم
منتخب ريونيون لكرة القدم، (بالفرنسية: Sélection de la Réunion de football)‏ هو المنتخب الإقليمي لجزيرة ريونيون في المحيط الهندي. وهو يتبع عصبة ريونيون الكروية، وهي فرع من اتحاد فرنسا لكرة القدم. ريونيون ليست عضوة في الفيفا وهي عضو شريك في الكاف، ما يعني أن ليس لها الحق في المشاركة بكأس العالم أو كأس الأمم الإفريقية. إلا أنها لعبت عدة مباريات مع جيرانها ممن الجزر مثل مدغشقر ومويشيوس وسيشل، هي تقوم بعمل جاد للمشاركة في كأس العالم.